# کوی کارمندان جنوبی
کوی کارمندان جنوبی یکی از محله‌های شهر کرج در استان البرز است. 
کوی کارمندان جنوبی از شمال محدود به کوی کارمندان شمالی و جهانشهر، از غرب محدود به دهقان ویلای اوّل، از جنوب محدود به مهرویلای شمالی و از شرق نیز به کوی ولیعصر محدود است. این محله از شمال با خیابان بهشتی، بلوار آزادی و بلوار امام جعفرصادق، از شرق با میدان آجرلو، بلوار جمهوری اسلامی از جنوب با میدان والفجر، بلوار سرداران و خیابان ابن سینا و از غرب با بلوار یادگار امام محدود شده است و با محله‌های ‌حیدرآباد و گلشهر ویلا مجاورت دارد.
قدیمی‌ترین قسمت این محلّه خیابان ۹ دستگاه است که کارمندان شرکت روغن نباتی جهان (تاسیس شده در سال ۱۳۳۴ در حاجی آباد کرج که بعدها به ۱۵ کیلومتری آزادراه زنجان - قزوین منتقل شد) یا نساجی جهان (تاسیس شده در سال ۱۳۳۴ در چهارصد دستگاه) در آنجا سکونت داشتند. اکثر افراد این منطقه از اهالی یزد می‌باشند که محمدصادق فاتح یزدی آنها را برای کار در شرکت‌های نساجی و روغن نباتی جهان از یزد به کرج آورد و آن‌ها را در محله‌های چهارصد دستگاه و کوی کارمندان جنوبی ساکن کرد.
از اماکن مهم این محلّه می‌توان به کافه رستوران سرآشپز، پارک انصار، بازار ملاصدرا و استخر سوم خرداد اشاره کرد.
کوی کارمندان جنوبی، یکی از مناطق رو به توسعه‌ی کرج، با موقعیتی ممتاز در بخش مرکزی این شهر، به واسطه دسترسی‌های طلایی و امکانات رفاهی و تجاری در دسترس، به گزینه‌ای ایده‌آل برای سکونت تبدیل شده است. این منطقه خارج از محدوده طرح ترافیک و زوج و فرد قرار دارد.

## دسترسی‌ها
کوی کارمندان جنوبی به دلیل موقعیت جغرافیایی خود در بخش مرکزی کرج و نزدیکی به بلوارها و خیابان‌های اصلی، از دسترسی بسیار خوبی به نقاط مختلف شهر و به خصوص سایر مناطق استان البرز برخوردار است. این دسترسی‌ها، چه از طریق خودروی شخصی و چه از طریق حمل و نقل عمومی، تردد ساکنین را آسان کرده است. در ادامه به بررسی دقیق‌تر این دسترسی‌ها می‌پردازیم:
دسترسی به معابر اصلی:
بلوار شهید بهشتی، بلوار آزادی، بلوار امام جعفرصادق، بلوار جمهوری اسلامی، بلوار سرداران، خیابان طالقانی و خیابان ابن سینا از معابر اصلی و مهم اطراف کوی کارمندان جنوبی هستند. این معابر، نقشی کلیدی در اتّصال کوی کارمندان جنوبی به شبکه ارتباطی کرج ایفا می‌کنند و دسترسی به سایر نقاط شهر را تسهیل می‌بخشند.
دسترسی به بزرگراه‌ها:
دسترسی به اتوبان تهران-کرج از طریق بلوارهای منتهی به آن به سهولت امکان‌پذیر است.این امر، کوی کارمندان جنوبی را به گزینه‌ای مناسب برای افرادی تبدیل می‌کند که محلّ کار یا تحصیل آن‌ها در تهران یا سایر شهرهای اطراف است. همچنین، نزدیکی به ایستگاه‌های مترو محمّدشهر یا گلشهر امکان استفاده از شبکه مترو کرج و تهران را برای ساکنین این محلّه فراهم می‌آورد.

## جنگ ۱۲ روزه با اسرائیل
در جنگ بین جمهوری اسلامی ایران و اسرائیل که ۱۲ روز به طول انجامید، بسیاری از مقرهای سپاه پاسداران انقلاب اسلامی در استان های مختلف کشور مورد هجوم پهپادها، پرتابه ها و بمب های اسرائیلی قرار گرفتند و تعداد قابل توجّهی از فرماندهان سپاه و دانشمندان هسته ای کشورمان شهید شدند. در روز دوشنبه مورخ ۲ تیرماه ۱۴۰۴ جنگنده های اسرائیلی مقر سپاه امام حسن مجتبی (ع) استان البرز را که در میدان سپاه محلّه کوی کارمندان جنوبی واقع شده است مورد اصابت قرار دادند که موجب به شهادت رسیدن جمعی از پاسداران و تعدادی از شهروندان این محلّه شد.